# 崔振東
崔 振東（チェ・ジンドン、朝鮮語: 최진동、1882年7月17日 - 1945年6月18日）は、日本統治下の朝鮮時代に活動していた元独立運動家。親日行為の有無にのみ論争があるものの、1930年代には既に独立活動をしておらず、日本統治下の朝鮮で普通に過ごしていた。

## 概要
咸鏡北道穏城郡永忠出身。
1920年6月、崔振東が率いる独立軍連合部隊が吉林省和竜県鳳梧洞で日本軍と戦った際の指揮官。戦闘は勝利を収めたとされ、99年後には「鳳梧洞戦闘」として映画の題材にもなったが、実際に戦闘に参加していたメンバーから青山里戦闘とともに「戦果は少なくとも300倍は誇張されたもの」と言及されている。1930年代には完全に独立運動を辞め、日本統治下の中で生活することを選んでいた。
1963年に建国勲章独立章を受章。2020年6月6日、文在寅大統領が鳳梧洞戦闘100周年に際し「1940年の大韓民国臨時政府が創設した光復軍のルーツが独立軍連合部隊であり、国防部は独立軍と光復軍を国軍の起源と公式に認めた」との声明を出すなど建国の英雄の一人と讃えたが、実は国家報勲処の検証で報勲取り消し処分対象に取り上げられていた最中であった。日中戦争がはじまるころには親日活動を行っていたという指摘も出始め、遺族側と軋轢が生まれている。